# Sovrana Welf
Sovrana Welf (21 dicembre 1973) è un'ex sciatrice alpina italiana.

## Biografia
Specialista delle prove veloci originaria di Gressoney-La-Trinité, la Welf esordì in Coppa del Mondo il 10 gennaio 1995 a Flachau in supergigante, senza completare la prova, e ai Campionati mondiali a Sierra Nevada 1996, sua unica presenza iridata, dove si classificò 28ª nella discesa libera. Nella successiva stagione 1996-1997 ottenne i suoi migliori piazzamenti in Coppa del Mondo (25ª nel supergigante di Lake Louise del 1º dicembre e nella discesa libera di Happo One del 2 marzo) e conquistò l'ultimo podio in Coppa Europa, l'8 febbraio a Sankt Moritz in discesa libera (3ª); si ritirò durante la stagione 1997-1998 e la sua ultima gara fu la discesa libera di Coppa del Mondo disputata il 22 gennaio a Cortina d'Ampezzo, non completata dalla Welf. Non prese parte a rassegne olimpiche.

## Palmarès

### Coppa del Mondo
- Miglior piazzamento in classifica generale: 86ª nel 1997

### Coppa Europa
- 1 podio (dati dalla stagione 1994-1995):
  - 1 terzo posto

### Campionati italiani
- 1 medaglia[1]:
  - 1 bronzo (combinata nel 1997)